# Ciutat 6 d'Octubre
La Ciutat del 6 d'Octubre (àrab: مدينة السادس من أكتوبر, Madīna as-Sādis min Uktūbar, col·loquialment coneguda com a ستة أكتوبر, Setta Uktober) és una ciutat d'Egipte, a la governació de Guiza. Aquesta ciutat disposa d'un aeroport i d'un parc industrial.

## Fundació
La ciutat fou creada el 1979 amb el decret presidencial 504 del president Anwar Sadat. Aquesta ciutat es troba a 17 km de distància de les grans piràmides de Guiza i a 32 km del centre del Caire. La ciutat té una superfície total de 400 km² i s'espera que arribi a una població de 3,7 milions d'habitants. La ciutat fou la capital de la Governació del 6 d'Octubre, creada l'abril de 2008, però fou suprimida el 2011 i es reincorporà a la Governació de Guiza

## Organitzacions
La ciutat és coneguda per ser la seu central de la Confederació Africana de Futbol.